# 디에고 비엘키에비츠
디에고 오스발도 비엘키에비츠(스페인어: Diego Osvaldo Bielkiewicz, 1991년 1월 4일 ~ )는 아르헨티나의 축구 선수로, 포지션은 공격수다. 현재 프리메라 B 데 칠레의 CD 마가야네스 소속이다. 2018년 대한민국 K리그 챌린지 서울 이랜드 FC에서 활약한 바 있다. K리그 등록명은 비엘키에비치였다.

## 클럽 경력

### 서울 이랜드
2018년 3월 4일 수원 FC와의 리그 개막전 원정 경기에서 선발 출전하며, 서울 이랜드 FC에서의 첫 데뷔전을 가졌다. 3월 11일 부산 아이파크와의 홈 개막전에서 선발 출격하였고, 후반 7분 경 중거리포를 쏘아올린 것이 그대로 골망을 흔들며 팀에서의 첫 득점을 성공시켰다. 5월 19일 부천 FC 1995와의 K리그2 12라운드 원정 경기에서 최오백의 골에 도움을 기록하며, 서울 이랜드에서의 첫 도움을 기록하였다. 6월 9일 아산 무궁화와의 K리그2 16라운드 원정 경기에서 아산 선수와 경합 도중 광대뼈를 맞아 안면뼈 함몰로 인해 부상을 입고 팀 전력에서 잠시 이탈하였다. 8월 15일 대전 시티즌과의 홈 경기에 선발 출장 명단에 오르며, 68일 만에 그라운드에 복귀하였으나 55분 경 최치원과 교체되어 나갔다. 9월 8일 27라운드 수원 FC와의 경기에서 다시 선발 출전하였으며, 47분 경 이현성의 크로스를 간단하게 골대 안으로 밀어넣으며, 서울 이랜드에서의 득점을 오랜만에 성공시켰다.

### 칠레 리그
2019년 1월 5일 칠레 2부 리그인 프리메라 B 데 칠레의 레인저스 데 탈카로 이적하였다.
2020시즌을 앞두고 CD 마가야네스에 입단했다.